# Cmentarz żydowski w Reszlu
Cmentarz żydowski w Reszlu – został założony w 1854 roku i zajmuje powierzchnię 0,25 ha na której zachowały się tylko trzy nagrobki z czego najstarszy z 1854 roku. Ostatni znany pochówek miał miejsce pod koniec lat 30. XX wieku. Cmentarz znajduje się przy ul. Kościuszki.